# Бетесда (Охајо)
Бетесда (енгл. Bethesda) град је у америчкој савезној држави Охајо.

## Демографија
По попису из 2010. године број становника је 1.256, што је 157 (-11,1%) становника мање него 2000. године.
| Група             | 2000.         | 2010.         |
| Белци             | 1.395 (98,7%) | 1.213 (96,6%) |
| Афроамериканци    | 2 (0,1%)      | 4 (0,3%)      |
| Азијати           | 0 (0,0%)      | 2 (0,2%)      |
| Хиспаноамериканци | 5 (0,4%)      | 2 (0,2%)      |
| Укупно            | 1.413         | 1.256         |